# Forever (canção de Aespa)
"Forever" (hangul: 약속; rr: Yaksok) é uma canção gravada pelo girl group sul-coreano Aespa. Originalmente lançada como o segundo single digital do grupo em 5 de fevereiro de 2021, pela SM Entertainment, foi posteriormente incluído no segundo extended play do grupo Girls, lançado em 8 de julho de 2022. Uma regravação da canção de mesmo nome de Yoo Young-jin como parte do álbum natalino da SM Winter Vacation in SMTown.com em 2000, "Forever" é uma balada R&B de ritmo médio com um som de guitarra acústica e letras calorosas que prometem para sempre um amado. 
Um videoclipe para a canção foi publicado simultaneamente com o lançamento do single. O vídeo inspirado no inverno segue Aespa em um país das maravilhas do inverno em um globo de neve com neve caindo do lado de fora. A canção estreou no décimo primeiro lugar na parada World Digital Song Sales dos Estados Unidos, tornando-se sua segunda entrada geral e recebeu críticas geralmente favoráveis dos críticos musicais.

## Antecedentes e lançamento
Em 29 de janeiro de 2021, a SM Entertainment anunciou que Aespa faria um retorno com "Forever", que é uma regravação de um single de Yoo Young-jin, lançado para o álbum de natal da SM Entertainment de 2000, Winter Vacation in SMTown.com. Em 1 de fevereiro de 2021, as fotos conceituais foram lançadas para Karina e Ningning. No dia seguinte, foram divulgadas as fotos conceituais de Winter e Giselle. "Forever" foi lançado para download digital e streaming como um single digital em 5 de fevereiro de 2021, pela SM Entertainment.

## Composição
"Forever" foi escrita e composta por Yoo Young-jin enquanto a produção foi feita por Lee Soo-man. A canção foi descrita como uma balada de ritmo médio com som de guitarra acústica e instrumentos de corda tocando ao fundo. Em termos de notação musical, a canção é composta em Ré bemol maior, com um andamento de 184 batidas por minuto, e dura quatro minutos e cinquenta e oito segundos. Liricamente, conta a história de um romance invernal. NME descreveu como "partida da imagem e do som" que Aespa apresentou em seu single anterior "Black Mamba".

## Recepção crítica
| Críticas profissionais | Críticas profissionais |
| Avaliações da crítica  | Avaliações da crítica  |
| Fonte                  | Avaliação              |
| ---------------------- | ---------------------- |
| NME                    | [ 9 ]                  |

"Forever" recebeu críticas geralmente favoráveis dos críticos musicais. Em uma crítica de três estrelas de "Forever", Ruby C da NME disse que o quarteto adicionou "toque feminino" à sua interpretação. A regravação consegue fazer justiça ao original, e pode até ser um pouco mais crível, graças aos encantos doces e femininos de Aespa, acrescentou ela. Escrevendo para Hypebae, Ye-eun Kim descreveu "Forever" como uma "faixa nova e com tema de amor" que mostra um "lado completamente diferente do grupo híbrido virtual de K-pop". Irene Chou do The Brown Daily Herald chamou de "a sensação de final de inverno de uma balada suave" e elogiou os vocais "impressionantes" do grupo no topo da "execução impecável de coreografia atraente".

## Videoclipe e promoção

Uma cena no vídeo de performance da versão "Cozy Winter Cabin", onde Aespa é visto sentado em uma cabana aconchegante enquanto a neve cai lá fora.

Antes do lançamento de "Forever", o grupo divulgou fotos e vídeos teasers da faixa, que serviram como uma ferramenta promocional para seu retorno. Um videoclipe foi carregado no canal no YouTube da SM Entertainment em 5 de fevereiro de 2021 e acumulou mais de 51 milhões de visualizações na plataforma. O vídeo foi dirigido pela produtora Sunnyvisual. Retratado em um estilo de inverno, o visual mostra Aespa em um país das maravilhas do inverno em um globo de neve com neve caindo do lado de fora. Em uma cena, as versões ae do grupo estão olhando para suas versões humanas de fora do globo de neve.
Em 6 de fevereiro de 2021, Aespa lançou o vídeo de apresentação da versão "Cosy Winter Cabin". No vídeo, as integrantes de Aespa estão sentadas em uma cabana aconchegante enquanto a neve cai lá fora. Em 8 de fevereiro, a versão "Glitter Snowball" foi lançada. Em 10 de fevereiro o grupo lançou a versão "Romantic Street". Durante a participação do grupo no Segundo Fórum Mundial da Indústria Cultural (WCIF), Aespa apresentou o single junto com "Black Mamba" e "Next Level" em um palco combinando tecnologias AR e XR.

## Lista de faixas
- Download digital / streaming[20]

1. "Forever" – 4:58

## Créditos e pessoal
Créditos adaptados de Melon.
- Produção executiva por SM Entertainment
- Produzido por Lee Soo-man
- Supervisor de música e som por Yoo Young-jin
- Dirigido por Yoo Young-jin
- Vocais de fundo por Yoo Young-jin e Aespa
- Baixo executado por Sam Lee
- Guitarra tocada por Sam Lee
- Cordas por K Strings
- Cordas organizadas e conduzidas por Shim Sang-won
- Gravada por Yoo Young-jin no SM Big Shot Studio e Oh Seung-geun (assistido por Oh Se-young) no Studio-T
- Edição digital e projetada para Mix por Yoo Young-jin no SM Big Shot Studio
- Mixagem por Yoo Young-jin no SM Big Shot Studio
- Masterizado por Jeon Hoon (assistido por Shin Soo-min) no SONICKOREA

## Desempenho nas paradas musicais

### Paradas semanais
| Parada musical (2021)                               | Melhor posição |
| --------------------------------------------------- | -------------- |
| Coreia do Sul (Gaon Download Chart)                 | 28             |
| Estados Unidos (Billboard World Digital Song Sales) | 11             |

## Histórico de lançamento
| Região | Data                   | Formato(s)                  | Gravadora(s)             | Ref.  |
| ------ | ---------------------- | --------------------------- | ------------------------ | ----- |
| Várias | 5 de fevereiro de 2021 | Download digital, streaming | SM Entertainment Dreamus | [ 5 ] |